# Ptolemeu
Ptolemeu (greacă Κλαύδιος Πτολεμαῖος, Klaudios Ptolemaios, latină Claudius Ptolemaeus; n. circa 87 e.n., probabil în Ptolemais Hermii — d. circa 165 e.n., Alexandria) a fost un astronom, astrolog, cartograf, matematician, fizician, filozof și muzician antic. A scris în limba greacă, dar se pare că a fost cetățean roman din epoca elenistică tardivă în timpul stăpânirii romane a Egiptului, ale cărui teorii au dominat știința până în secolul al XVI-lea.
Din vechile izvoare istorice rezultă că Ptolemeu și-a petrecut cea mai mare parte a vieții în Alexandria, unde și-a desfășurat activitatea științifică. A murit în jurul anului 165 e.n., probabil în Canop, aproape de actuala localitate Abukir, aflată la circa 23 km NE de Alexandria.

## Activitatea științifică

### Astronomie

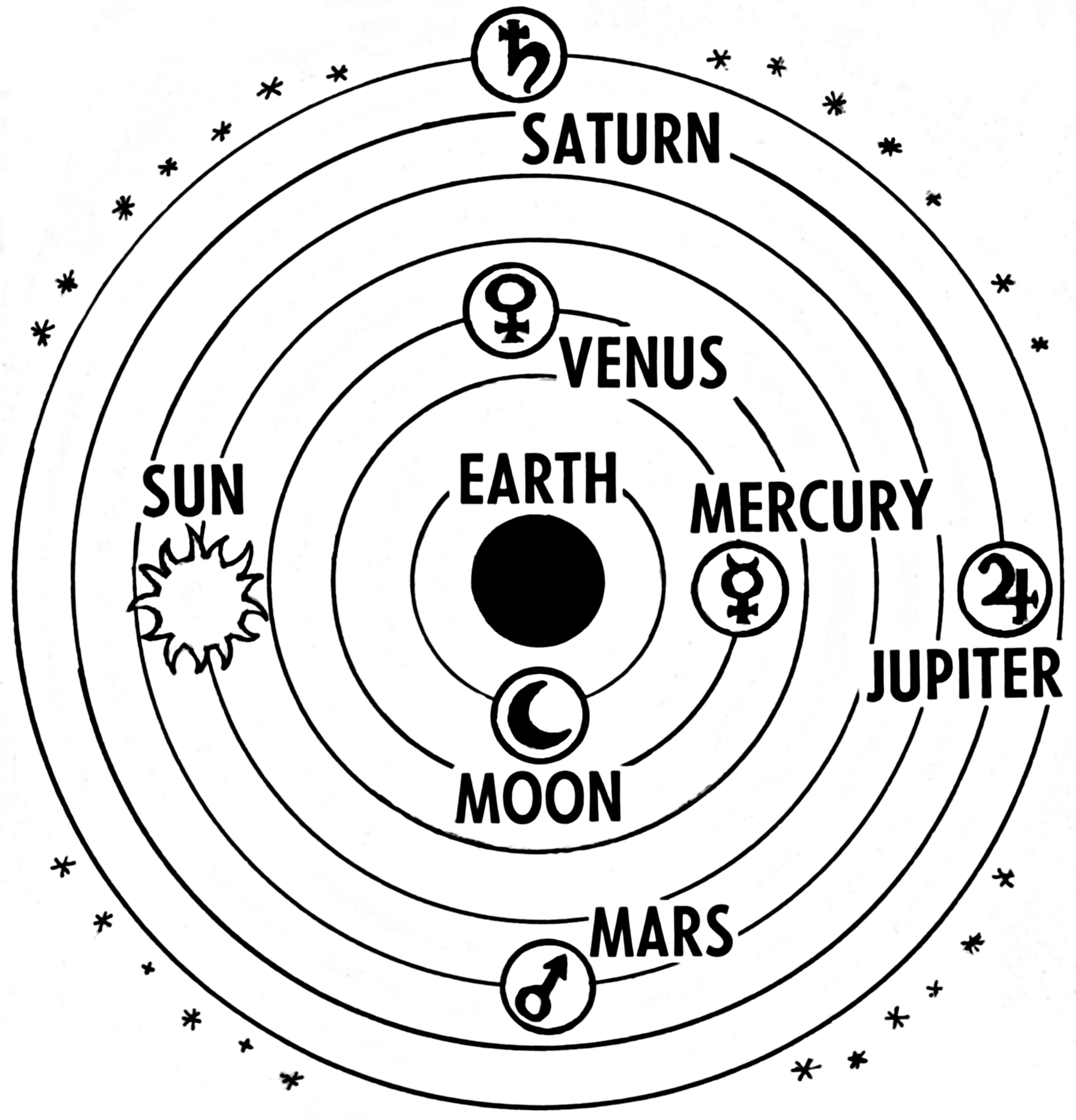
Prezentarea universului după concepția lui Ptolemeu

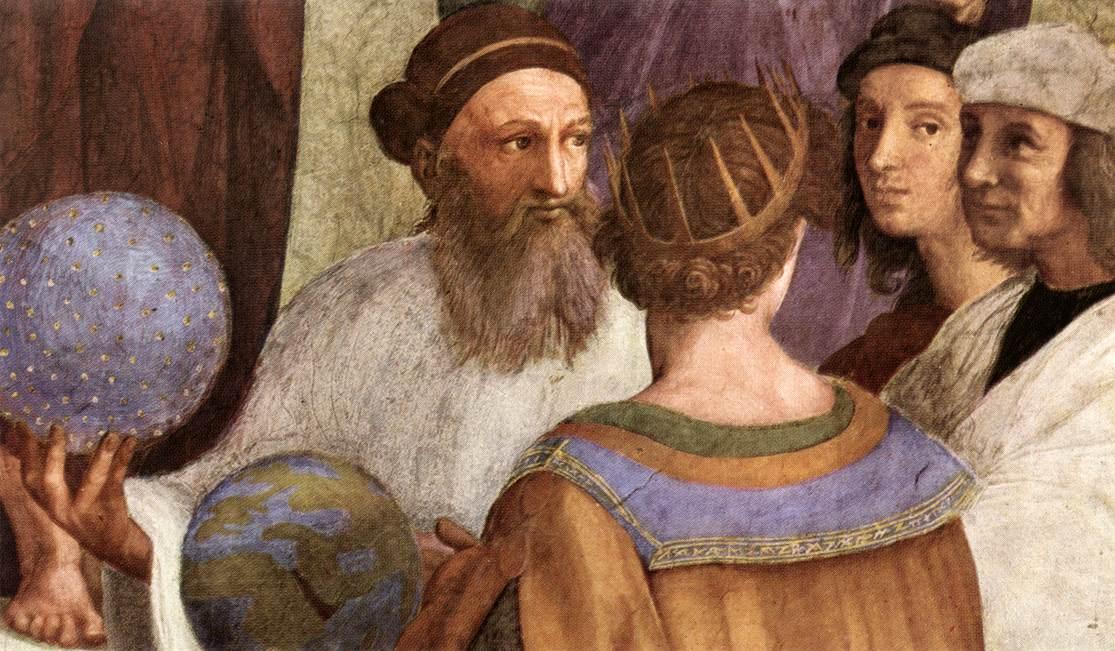
Detaliu din Școala din Atena de Rafael Sanzio, arătându-i pe Zoroastru și pe Ptolemeu

Ptolemeu a scris în limba greacă Mathematike Syntaxis (Tratat de matematică), iar mai târziu opera sa fundamentală Megiste Syntaxis (Marele tratat), care a fost la început transmis posterității prin intermediul unei traduceri în limba arabă, cu titlul al-Majisti, devenit Almageste. Acest tratat era lucrarea de bază a astronomiei în timpul Evului Mediu și cuprindea, pe lângă un catalog al stelelor cunoscute, o expunere amănunțită a reprezentării geocentrice a Universului, prezentă deja într-o formă mai simplă în lucrările lui Hipparchus din Niceea, numită astăzi sistemul ptolemeic. Ptolemeu respinge astfel idea unui Univers heliocentric, expusă în lucrările lui Aristarchus din Samos și Seleukos din Seleukia, care abia 1300 de ani mai târziu avea să fie recunoscută prin contribuțiile lui Nicolai Copernic, Johannes Kepler și Galileo Galilei.
După Ptolemeu, Pământul stă fix în centrul Universului. Toate celelalte corpuri cerești (Luna, Soarele, planetele, stelele) se mișcă pe traiectorii perfect circulare în jurul acestui corp central. Pentru a pune de acord acest sistem cu observațiile astronomice, a fost necesară reprezentarea altor cercuri suplimentare fiecărei orbite în parte, denumite epicicluri, ajungându-se la circa 80 de asemenea orbite, reprezentare care intra în conflict cu datele matematice. Copernic a recunoscut această contradicție, fapt care l-a dus la o reprezentare heliocentrică, în care planetele se învârtesc în jurul Soarelui, dar tot pe orbite circulare. A fost meritul lui Johannes Kepler, care, confruntând datele de observație cu calculul matematic, a descoperit forma eliptică a orbitelor planetelor în jurul Soarelui.

### Alte domenii de activitate
În domeniul matematicii, Ptolemeu a contribuit la dezvoltarea trigonometriei prin tabele de valori pentru coarde ale unghiurilor, ceea ce i-a permis construirea unor astrolaburi (instrumente astronomo-geodezice) și a ceasurilor solare.
De o importanță istorică deosebită este lucrarea sa Geographia, în care Ptolemeu folosește o rețea asemănătoare paralelelor și meridianelor, care a servit multe secole în orientarea pe hărți. Tot lui Ptolemeu i se datorează unele denumiri geografice, de exemplu Alouion pentru Marea Britanie.
Lui Ptolemeu i se mai datorează lucrarea Harmonik de teorie a muzicii, bazată pe sistemul pitagoreic al numerelor. În optică (Optik) descrie unele proprietăți ale luminii, în special reflexia, refracția și explicația culorilor. Lucrarea de filozofie Peri kriteriou kai gemonikou (latină De iudicandi facultate et animi principatu, română Despre adevăr și motivele oamenilor) este un amestec al concepțiilor neoplatoniciene cu morala stoică.
Cercetări recente au arătat că multe din datele furnizate de Ptolemeu erau fie fictive, fie falsificate în așa fel încât să corespundă concluziilor sale, fapt remarcat deja de Jean Delambre în 1817 și confirmat întru totul în 1985 de astronomul englez R.R. Newton. La aceeași concluzie ajunge și B.L. van der Waerden în cartea sa Die Astronomie der Griechen (Astronomia la greci), apărută în 1988.

## Opera

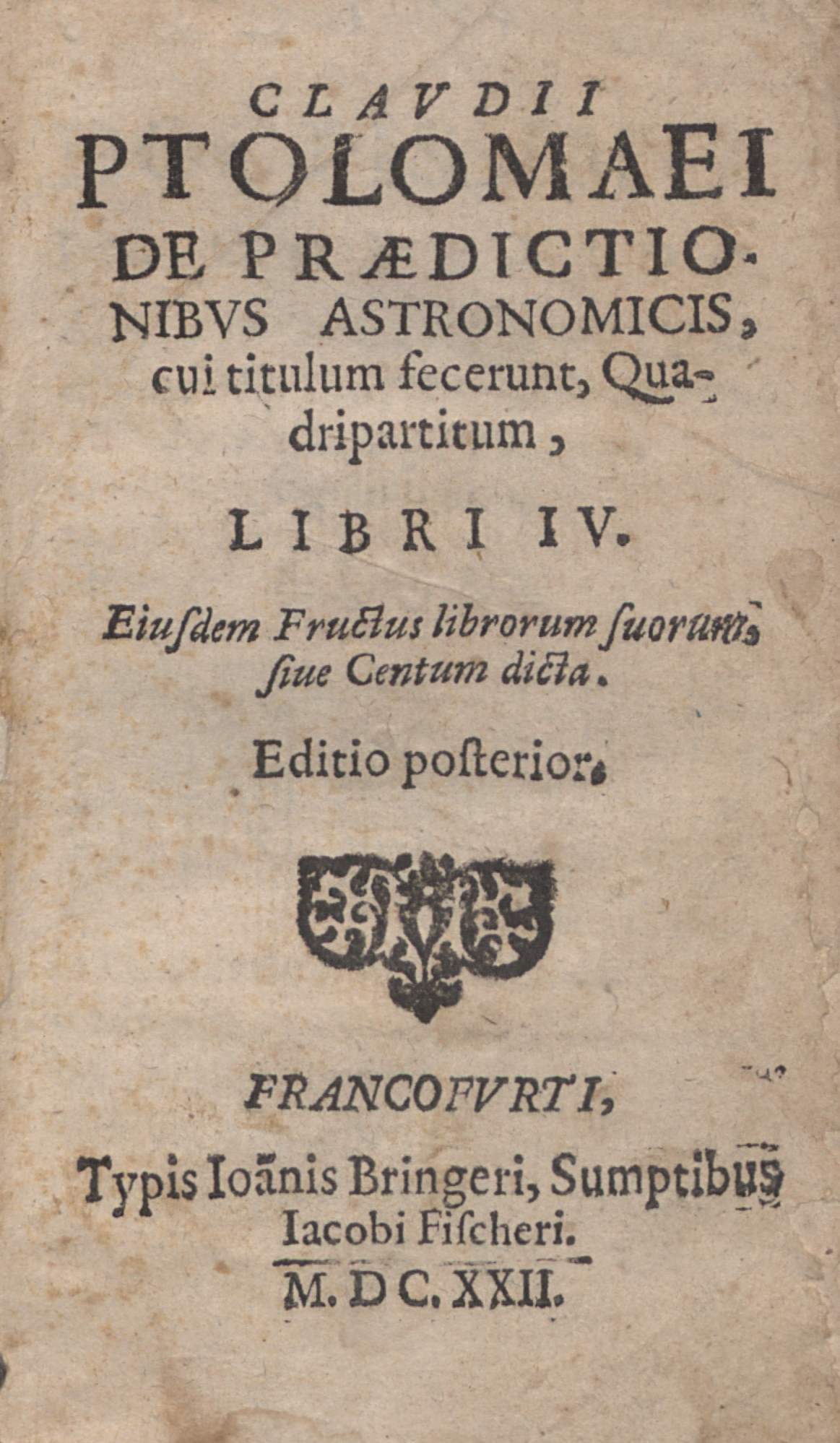
Quadripartitum, 1622

- Almagesta, intitulată inițial Tratat de matematică, (Μαθηματικό Σύνταξις, Mathimatikó Syntaxis), Alexandria,
- Marele tratat (Ἡ Μεγάλη Συντάξις, Hē Megálē Syntaxis), după 145 d.H., Alexandria
- Geografia, cu numele complet Orientarea geografică (Γεωγραφικὴ Ὑφήγησις, Geografikí Yfígisis), aprox. 150 d. H., Alexandria,
- Tratat matematic în patru cărți (Μαθηματικός τετράβιβλος συνταξιοξις, Mathimatikós tetrabyblos syntaxioxis) sau, pe scurt, Patru cărți (Τετράβιβλος, Tetrabiblos), cunoscută și sub denumirea Rezultate astrologice, Efecte, Prognostice (Ἀποτελεσματικά, Apotelesmatika) sau Tratat sistematic asupra astrologiei
- Armonia
- Optica
- Ipotezele planetare
- Tabele utile
- Despre analemă
- Despre adevăr și motivele oamenilor (Περί κριτηρίου και γης, Peri kriteriou kai gemonikou).